# Козлов Євгеній Юрійович
Євге́ній Ю́рійович Козло́в — український військовослужбовець, солдат Національної гвардії України, учасник російсько-української війни, що відзначився і загинув у ході російського вторгнення в Україну. Герой України (посмертно).

## З життєпису
Народився 9 серпня 2002 року у селі Нечаяному на Миколаєвщині. Коли Жені було два роки, родина переїхала до села Кімовки (нині — Калинівка) Березанського району.
Закінчив 11 класів та професійно-технічне училище, здобувши спеціальність «Слюсар».
Восени 2020 року призваний на строкову військову службу до лав Національної гвардії України, вже у лютому 2021-го він уклав контракт про проходження військової служби у миколаївського полку Нацгвардії, а у січні 2021 року був переведений до 1-го батальйону оперативного призначення 4-ї бригади оперативного призначення НГУ на посаду радіотелефоніста мінометної батареї. 
З перших годин повномасштабного російського вторгнення в Україну разом з побратимами Є. Козлов стримував російський наступ у районі с.Трьохізбенка Луганської області. Він першим помітив колону техніки противника і двома пострілами з РПГ-7 знищив два ворожі танки та близько десятка окупантів.
Під час бою 3 березня 2022 року потрапив у полон, в якому пробув близько місяця — 2 квітня його було звільнено завдяки обміну військовополоненими.
Після лікування та реабілітації наприкінці травня 2022-го солдат Козлов повернувся у стрій та тримав оборону в районі м. Сєвєродонецька Луганщини. Ризикуючи своїм життям, евакуйовував цивільне населення, яке ховалося від обстрілів на території хімічного підприємства «Азот» та Науково-виробничого об’єднання «Сіверськодонецький склопластик». Наприкінці літа 2022 року у складі підрозділу утримував позиції на околиці с. Зайцевого Донецької області. 
18 серпня 2022 під час одного зі штурмів на цій позиції підрозділ Євгенія знищив 4 ворожі танки, 2 ББМ, 3 легкові автомобілі, до 2 взводів піхоти та не допустив прориву окупантами лінії оборони. Під потужним тиском росіян Є. Козлов продовжував передавати координати противника своїм побратимам, аж доки один зі снарядів не розірвався поряд із ним.[значущість факту?]
Похованний з військовими почестями на кладовищі с. Нечаяного Миколаївського району Миколаївської області. 
Керівництво територіальної громади підтримало прохання матері Героя Ольги Миколаївни назвати на честь сина вулицю.

## Нагороди
- Звання Герой України з удостоєнням ордена «Золота Зірка» (23 серпня 2024, посмертно) — за особисту мужність і героїзм, виявлені у захисті державного суверенітету та територіальної цілісності України, самовіддане служіння Українському народові[4].